# Carl Arthur von Wrochem
Carl Arthur von Wrochem (* 31. Mai 1809 in Sprottau; † 26. August 1872 in Hirschberg) war ein deutscher Verwaltungsjurist und Politiker aus dem Adelsgeschlecht Wrochem.

## Leben
Wrochem war der Sohn des Oberlandesgerichtsrats und Stadtgerichtsdirektors Carl Anton Leberecht von Wrochem (1766–1825). Er war evangelischer Konfession und heiratete 1846. Ein Sohn war Arthur von Wrochem (1847–1921), der preußischer Generalmajor wurde. Von 1828 bis 1831 studierte er Rechtswissenschaft in Berlin und Heidelberg.
Er war von 1844 bis 1872 Rittergutsbesitzer. Von 1844 bis 1850 war er Landrat im Landkreis Ohlau und trat 1850 freiwillig aus dem Staatsdienst aus. Ab 1850 lebte er in Breslau. Von 1853 bis 1872 arbeitete er als Justitiar, zunächst in Breslau, später in Schweidnitz, seit 1864 in Hirschberg.
Vom 4. April 1849 (für Joseph Julius Athanasius Ambrosch) bis zum 11. Mai 1849 vertrat er den Wahlkreis 18. Provinz Schlesien (Ohlau) in der Frankfurter Nationalversammlung. Im Parlament blieb er fraktionslos und stimmte mit dem Rechten Zentrum. Ab 1852 war er Landesältester der Landschaft des Fürstentums Brieg.